# Epitonium
Epitonium is een geslacht van kleine predatoriale zeeslakken uit de familie Epitoniidae (wenteltrappen).

## Soorten
Het geslacht bevat de volgende soorten:
- Epitonium aculeatum (Allan, 1818)
- Epitonium albidum (d'Orbigny, 1842)
- Epitonium algerianum (Weinkauff, 1866)
- Epitonium angulatum (Say, 1830)
- Epitonium apiculatum (Dall, 1889)
- Epitonium babylonia  (Dall, 1889)
- Epitonium billeeanum  DuShane & Bratcher, 1965
- Epitonium blainei Clench and Turner, 1953
- Epitonium borealis
- Epitonium bucknilli Powell, 1924
- Epitonium caamanoi Dall and Bartsch, 1910
- Epitonium candeanum (d'Orbigny, 1842)
- Epitonium catalinae Dall, 1908
- Epitonium celesti (Aradas, 1854)
- Epitonium championi Clench and Turner, 1952
- Epitonium clathratulum (Kanmacher, 1798) - Witte wenteltrap
- Epitonium clathrus (Linnaeus, 1758) - Gewone wenteltrap
- Epitonium columbianum Dall, 1917
- Epitonium commune (Lamarck, 1822)
- Epitonium dallianum (A. E. Verrill and S. Smith, 1880)
- Epitonium dendrophylliae Bouchet & Warén, 1986
- Epitonium denticulatum (G. B. Sowerby II, 1844)
- Epitonium echinaticosta (d'Orbigny, 1842)
- Epitonium eulita (Dale and Simpson, 1901)
- Epitonium evanidstriatum Zelaya & Güller, 2017
- Epitonium foliaceicosta (d'Orbigny, 1842)
- Epitonium fractum Dall, 1927
- Epitonium frielei (Dall, 1889)
- Epitonium greenlandicum (G. Perry, 1811)
- Epitonium hispidulum (Monterosato, 1874)
- Epitonium humphreysii (Kiener, 1838)
- Epitonium indianorum (Carpenter, 1864)
- Epitonium jukesianum (Fosbes, 1852)
- Epitonium krebsii (Mörch, 1874)
- Epitonium lamellosum (Lamarck, 1822)
- Epitonium linctum (De Boury & Monterosato, 1890)
- Epitonium lowei (Dall, 1906)
- Epitonium matthewsae Clench and Turner, 1952
- Epitonium minora (Iredale, 1936)
- Epitonium multistriatum (Say, 1826)
- Epitonium nautlae Morch, 1874
- Epitonium nitidella (Dall, 1889)
- Epitonium nitidum
- Epitonium novangliae (Couthouy, 1838)
- Epitonium occidentale (Nyst, 1871)
- Epitonium pandion Clench and Turner, 1952
- Epitonium phymanthi Robertson, 1994
- Epitonium polacium (Dall, 1889)
- Epitonium pourtalesii (A. E. Verrill and S. Smith, 1880)
- Epitonium perplexum (Pease, 1867)
- Epitonium pseudonanum Bouchet & Warén, 1986
- Epitonium rugosum
- Epitonium pulchellum (Ant. Bivona, 1832)
- Epitonium rupicola (Kurtz, 1860)
- Epitonium rushii (Dall, 1889)
- Epitonium sawinae (Dall, 1903)
- Epitonium scalare (Linnaeus, 1758) - Kostbare wenteltrap
- Epitonium sericifilum (Dall, 1889)
- Epitonium striatissimum (di Monterosato, 1878)
- Epitonium tenellum (Hutton, 1885)
- Epitonium tiberii (De Boury, 1890)
- Epitonium tinctum
- Epitonium tollini Bartsch, 1938
- Epitonium tryoni (De Boury, 1913)
- Epitonium turtoni (Turton, 1819) - Turtons wenteltrap
- Epitonium unifasciatum (G. B. Sowerby II, 1844)